# 帕韦尔·帕尔多
帕韦尔·帕尔多（西班牙語：Pável Pardo，1976年7月26日—），墨西哥男子足球运动员，司职中场、后卫。他曾代表墨西哥参加1995年泛美运动会足球比赛，获得一枚银牌。他也曾参加1998年和2006年国际足联世界杯。